# Samuel R. Delany
Samuel R. Delany, född 1 april 1942 i Harlem i New York, är en amerikansk författare och litteraturkritiker.
Delany är känd som författare till ett flertal prisbelönta böcker, primärt science fiction, men även fantasy och pornografi, samt litteraturkritik.

## Biografi
Samuel Delany föddes 1 april 1942 i Harlem och studerade på Daltonskolan och Bronx High School of Science. Han var under några år gift med poeten Marilyn Hacker, som han mötte under skoltiden. De har en dotter tillsammans. Delany fick sin första science fiction-roman, The Jewels of Aptor, publicerad 1962, då han var endast nitton år gammal. 1966 belönades han med Nebulapriset för science fiction-romanen Babel-17, 1967 för science fiction-romanen Förvandlingarnas värld och för novellen Aye, and Gomorrah samt 1969 för långnovellen Tiden sedd som en spiral av halvädelstenar. Han är professor i engelska och författande på Temple University i Philadelphia.

## Om sexualitet
De flesta av Delanys verk behandlar sexualitet, till exempel i böckerna Dhalgren och Stars in My Pocket Like Grains of Sand, samt i hans fantasyserie Nevèrÿon. Bland hans andra verk om sexualitet kan nämnas Equinox, The Mad Man, Hogg och Phallos. De fyra sist nämnda är mer explicit pornografiska. Han har också skrivit kritiska verk om science fiction, litteratur, queerteori samt självbiografiska verk. The Motion of Light In Water är en frispråkig självbiografi om Delanys uppväxt som ung svart homosexuell science fiction-författare gift med poeten Marilyn Hacker i The Greenwich Village. Delany skriver i boken att han kallade sig homosexuell bland sina homosexuella vänner och bisexuell bland sina heterosexuella vänner.

## Övrigt
Delanys namn är det mest felstavade bland science fiction-författare, med över 60 olika stavningar i recensioner. Hans förlag Doubleday gjorde en felstavning av hans namn på boken Driftglass när han var hedersgäst på den 16:e Balticon. Han är dyslektiker. Hans science fiction-berättelse Aye, and Gomorrah publicerades i Harlan Ellisons Dangerous Visions, där Ellison i sitt förord ironiskt påpekar att Delany var en av de sista heterosexuella science fiction-författarna. Han kallas för Chip. Han har mottagit The William Whitehead Memorial Award livet ut för sina arbeten om homosexualitet. The Lambda Book Report väljer att kalla Delany en av de femtio bästa författare som har ändrat vår koncept om homosexualitet.

### Romaner
- The Jewels of Aptor (1962), ISBN 0-575-07100-1
- Captives of the Flame (1963) – Först publicerad som Out of the Dead City, ISBN 0-441-22643-4
- The Towers of Toron (1964), ISBN 0-441-81945-1, ISBN 0-441-81946-X
- City of a Thousand Suns (1965) ISBN 0-7221-2885-1
- The Fall of the Towers (1971) (Out of the Dead City, The Towers of Toron och City of a Thousand Suns), ISBN 1-4000-3132-X
- The Ballad of Beta-2 (1965)
- Empire Star (1966)
- The Ballad of Beta-2/Empire Star ISBN 0-7221-2908-4
- Babel-17/Empire Star ISBN 0-375-70669-0
- Babel-17 (1966, Nebula Award) ISBN 1-85798-805-1
- The Einstein Intersection (1967, Nebula Award) ISBN 0-8195-6336-6 (Förvandlingarnas värld – ISBN 91-7648-040-2)
- Nova (1968), ISBN 0-375-70670-4 (Svensk översättning – ISBN 91-7008-621-4)
- They Fly at Ciron (1993) ISBN 0-8125-4317-3 (En bok i Neveryonaserien)
- Equinox: a.k.a The Tides of Lust (1973)ISBN 1-56333-157-8
- Dhalgren (1975), ISBN 0-375-70668-2
- Triton (1976), ISBN 0-553-12680-6 – också publicerad som Trouble on Triton ISBN 0-8195-6298-X (1996)
- Stars in My Pocket Like Grains of Sand (1984), ISBN 0-8195-6714-0
- The Mad Man (1994), ISBN 0-9665998-4-5
- Hogg (1995), ISBN 1-57366-119-8, (Svensk översättning – ISBN 9185000647)
- Phallos (2004), ISBN 0-917453-41-7
- Dark Reflections (2007) , ISBN 0-7867-1947-8
- Through the Valley of the Nest of Spiders 18 oktober ISBN 978-1-936833-14-6

Nevèrÿonserien Nyutgåvor – Förlag: Weslesyan University Press
- Tales of Nevèrÿon (1979), ISBN 0-8195-6270-X (1993)
- Neveryona, or: The Tale of Signs and Cities (1982), ISBN 0-8195-6271-8 (1993)
- Flight from Nevèrÿon (1985), ISBN 0-8195-6277-7 (1994)
- Return to Neveryon (Först utgiven med namnet The Bridge of Lost Desire (1987) ISBN 0-8195-6278-5 (1994)

### Novellsamlingar
- Driftglass: Ten Tales of Speculative Fiction  (1971), ISBN 0-451-14424-4
- Distant Stars (1981), ISBN 1-59687-023-0, Ny utgåva (1995)
- Atlantis: Three Tales (1995), ISBN 0-8195-5283-6
- Aye, and Gomorrah (2003), ISBN 0-375-70671-2

(Driftglass och Distant Stars inkluderar Hugo- och Nebula Award- vinnaren "Time Considered as a Helix of Semi-Precious Stones." Översatt till svenska som Tiden sedd som en spiral av halvädelstenar i Nova Science Fiction, nr 4, årgång 1, december 1982.

### Noveller
- Aye, and Gomorrah (1967)
- Corona (1967)
- The Star Pit (1967) Lyssna på The Star Pit  samt läs hans noteringar om den
- Driftglass (1967)
- High Weir (1968)
- Lines of Power (1968)
- The Power of the Nail (1968) Tillsammans med Harlan Ellison
- Time Considered as a Helix of Semi-Precious Stones (1968)
- We, in Some Strange Power's Employ, Move on a Rigorous Line (1968)
- Cage of Brass (1968)
- Night and the Loves of Joe Dicostanzo (1970)
- Tapestry (1960, publicerad 1970)
- Dog in a Fisherman's Net (1971)
- Prismatica (1977)
- The Tale of Gorkin (1979)
- Omegahelm (1981)
- Ruins (1981)
- Among the Blobs (1988)

### Facklitteratur

#### Om science fiction, rasfrågor, sexualitet och författarskap
- Jewel Hinged Jaw: Notes on the Language of Science Fiction: (1977), ISBN 0-911499-02-4 (2009) Wesleyan press ISBN 0-8195-6883-X
- The American Shore (1978), ISBN 0-911499-01-6
- Starboard Wine: (1984), ISBN 0-911499-07-5
- Wagner/Artaud: (1988), ISBN 0-945195-00-1
- The Straits of Messina (1989), ISBN 0-934933-04-9
- Silent Interviews (1995), ISBN 0-8195-6280-7
- Longer Views (1996), ISBN 0-8195-6293-9
- Shorter Views (1999), ISBN 0-8195-6369-2
- About Writing (2005), ISBN 0-8195-6716-7
- Conversations with Samuel R. Delany (sept 2009) ISBN 1-60473-277-6

#### Självbiografier
- Heavenly Breakfast (1979), nyutgåva ISBN 0-917453-33-6 , Självbiografisk. New York, åren 1967–68.
- The Motion of Light in Water (1988, Självbiografisk, om en ung svart homosexuell science fiction-författares uppväxt, (1989) års vinnare av Hugo Award för bästa faktabok. Nyutgåva ISBN 0-8166-4524-8
- Times Square Red, Times Square Blue (1999, (Biografisk) (Gaykultur i New York), ISBN 0-8147-1919-8
- Bread & Wine: An Erotic Tale of New York (1999, Illustrerad av Mia Wolff och förord av Alan Moore. Om en gay professors sexuella möte med en hemlös man. ISBN 1-890451-02-9
- 1984 (2000), ISBN 0-9665998-1-0, Brev.

#### Introduktion
- We Who Are about To av Joanna Russ , ISBN 0-8195-6759-0
- Black Gay Man av Robert Reid-Pharr , ISBN 0-8147-7503-9
- Microcosmic God av Theodore Sturgeon , ISBN 1-55643-301-8
- Glory Road av Robert Heinlein , ISBN 0-7653-1222-0
- Masters of the Pit av Michael Moorcock , ISBN 1-60125-104-1
- The Sandman: A Game of You av Neil Gaiman, ISBN 1-56389-089-5